# Wolfhard Liegmann
Wolfhard Liegmann (* 26. August 1939 in Danzig; † 2. Juli 2008 in Saarbrücken) war ein deutscher Journalist.
Wolfhard Liegmann begann seine Berufslaufbahn als Redakteur bei der Deutschen Presse-Agentur und der Bild-Zeitung Frankfurt am Main.
1968 wechselte er zum Saarländischen Rundfunk (SR), wo er als Reporter und Moderator sowohl für das Fernsehen als auch für den Hörfunk tätig war. Von 1978 an leitete er fast 26 Jahre lang die Redaktion Landespolitik im Hörfunk des SR.